# Drino dubia
Drino dubia là một loài ruồi trong họ Tachinidae.